# Nazionale maschile di calcio a 5 dell'Inghilterra
La nazionale di calcio a 5 dell'Inghilterra è, in senso generale, una qualsiasi delle selezioni nazionali di Calcio a 5 della Football Association che rappresentano l'Inghilterra nelle varie competizioni ufficiali o amichevoli riservate a squadre nazionali.
A differenza del calcio, l'Inghilterra non vanta una grande tradizione in fatto di calcio a 5: la squadra inglese ha partecipato ad un unico campionato del mondo, nel 1988, venendo eliminata al primo turno, avendo raccolto un solo punto per il pareggio con il Canada per 3-3. I campionati europei non sono andati molto meglio: l'Inghilterra non ha preso parte alle prime quattro fasi di qualificazione, e nelle due successive ha mancato la qualificazione non avendo ottenuto alcun punto; alle qualificazioni per l'Europeo in Repubblica Ceca (2005) è stata eliminata da Cipro e Albania, mentre per il campionato disputato in Portogallo a novembre 2007 l'Inghilterra è giunta ultima nel raggruppamento comprendente anche Romania, Lettonia e Bulgaria.

## Risultati nelle competizioni internazionali

### Campionato mondiale di calcio a 5 FIFUSA
- 1982 - non presente
- 1985 - non presente
- 1988 - Primo turno

### Campionato mondiale
| Anno   | Luogo         | Piazzamento     | G | V | N | P | GF | GS |
| ------ | ------------- | --------------- | - | - | - | - | -- | -- |
| 1989   | Paesi Bassi   | Non presente    | - | - | - | - | -  | -  |
| 1992   | Hong Kong     | Non presente    | - | - | - | - | -  | -  |
| 1996   | Spagna        | Non presente    | - | - | - | - | -  | -  |
| 2000   | Guatemala     | Non presente    | - | - | - | - | -  | -  |
| 2004   | Taipei cinese | Non presente    | - | - | - | - | -  | -  |
| 2008   | Brasile       | Non qualificata | - | - | - | - | -  | -  |
| 2012   | Thailandia    | Non qualificata | - | - | - | - | -  | -  |
| 2016   | Colombia      | Non qualificata | - | - | - | - | -  | -  |
| 2021   | Lituania      | Non qualificata | - | - | - | - | -  | -  |
| Totale |               | 0/9             | - | - | - | - | -  | -  |

### Campionato europeo
| Anno   | Luogo       | Piazzamento     | G | V | N | P | GF | GS |
| ------ | ----------- | --------------- | - | - | - | - | -- | -- |
| 1996   | Spagna      | Non presente    | - | - | - | - | -  | -  |
| 1999   | Spagna      | Non presente    | - | - | - | - | -  | -  |
| 2001   | Russia      | Non presente    | - | - | - | - | -  | -  |
| 2003   | Italia      | Non presente    | - | - | - | - | -  | -  |
| 2005   | Rep. Ceca   | Non qualificata | - | - | - | - | -  | -  |
| 2007   | Portogallo  | Non qualificata | - | - | - | - | -  | -  |
| 2010   | Ungheria    | Non qualificata | - | - | - | - | -  | -  |
| 2012   | Croazia     | Non qualificata | - | - | - | - | -  | -  |
| 2014   | Belgio      | Non qualificata | - | - | - | - | -  | -  |
| 2016   | Serbia      | Non qualificata | - | - | - | - | -  | -  |
| 2018   | Slovenia    | Non qualificata | - | - | - | - | -  | -  |
| 2022   | Paesi Bassi | Non qualificata | - | - | - | - | -  | -  |
| Totale |             | 0/12            | - | - | - | - | -  | -  |